# Góndolin
En l'univers de J.R.R. Tolkien, Góndolin és una ciutat oculta dels elfs fundada per Turgon a la Primera Edat. Va esdevenir un dels regnes dels elfs més destacats de Beleríand, i un focus principal de resistència envers el poder de Mórgoth. Amagada entre les muntanyes, la ubicació de la ciutat va mantenir-se en estricte secret per evitar que fos atacada.
Originalment Turgon va batejar la ciutat en quenya amb el nom d'Ondolindë, que significa «La Pedra de la Música de l'Aigua», pels rierols que hi havia al voltant. Més tard va canviar el nom a la forma síndarin de Góndolin, que literalment significa "roca oculta"

## Fundació
Com s'explica a El Silmaríl·lion, el vala Ulmo, Senyor de les Aigües, va revelar la situació de la vall oculta de Tumladen al Senyor dels Nóldor Turgon en un somni. Sota el seu guiatje, Turgon va viatjar des del seu regne a Nevrast fins a la vall. Enmig de les Echòriath, les Muntanyes Circumdants, a l'oest de Dorthònion i a l'est del riu Sírion, hi va trobar una plana circular protegida per altíssims espadats que l'amagaven, accessible tan sols per un pas estret a través d'un rierol i un túnel que es coneixeria com el Camí Ocult. Enmig de la vall s'hi trobava un petit turó on Turgon va decidir construir-hi una gran ciutat a recer de les envestides de Mórgoth.
Turgon i la seva gent van construir la ciutat en secret, basant-se en la ciutat dels nóldor a Vàlinor, Tírion la Bella, que havien abandonat quan van marxar a l'exili. Al Camí Ocultes va protegir amb portes que eren constantment vigilades: la primera de fusta i després hom trobava les de pedra, bronze, ferro, plata, or i acer.
L'obra va durar uns 100 anys, i en acabar aquest segle de treballs a l'ombra, la ciutat-regne de Góndolin fou acabada. Un cop finalitzada, Turgon es va endur de Nevrast tota la seva gent (gairebé un terç dels nóldor d'aquella època).

## La Caiguda de Góndolin
La ciutat es va mantenir amagada de les forces de Mórgoth durant gairebé 400 anys, fins que el nebot de Turgon Maeglin va trair la seva gent i va revelar al Senyor Fosc la localització de la ciutat. Poc després un exèrcit d'orcs, dracs i bàlrogs comandats pel Maiar Gòthmog arribava a la ciutat a través de les muntanyes septendrionals i la reduïa a runes, causant la mort de la majoria dels seus habitants incloent-hi el rei Turgon. Encara això, Gòthmog fou mort per Echthelion en un singular combat en el que van caure els dos combatents.

## Els set noms de Góndolin
La ciutat de Góndolin tenia set noms, que són revelats a Tuor en la següent citació:
"Gondobar m'anomenen, i Gondolthlimbar, Ciutat de Pedra i Ciutat dels Habitants de la Pedra; Góndolin la Pedra de Cançó i Gwarestin m'anomenen, la Torre de la Guàrdia, Gar Thúruion, o l'Indret Secret."